# 社会保険番号

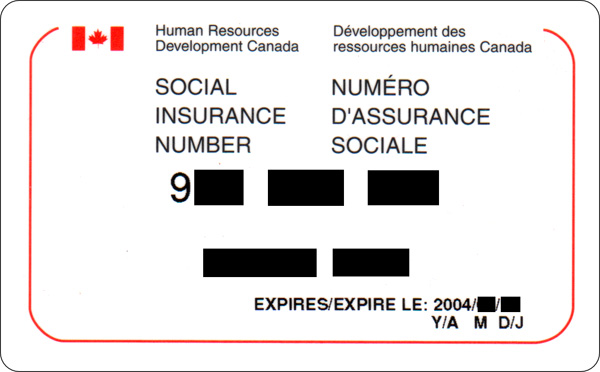
かつて発行されていた社会保険番号カード。永住者でもカナダ市民でもない者には、有効期限が記載されている。

カナダにおける社会保険番号（英語：Social Insurance Number、英語略称：SIN、フランス語：numéro d'assurance sociale、仏語略称：NAS）は、カナダ雇用・社会開発省によって発行される国民識別番号である。3桁数字の３セットで構成される（例：123-456-789）。
SINは1964年にカナダ公的年金制度であるカナダ年金計画（Canada Pension Plan、CPP）と、雇用保険プログラム（EI）のために制定された。1967年にはカナダ歳入庁が税務処理の目的にも使用するようになった。SIN発行者の名義は、省庁再編を経て様々である。
- 人的資源・移民省
- 雇用・移民省
- 人的資源開発庁
- カナダ政府

## 機能
SINは米国の社会保障番号のように国民識別番号として運用されているが、米国と違うのは、SINを要求できるケースは法的に限定されることである。顔写真もセキュリティ対策もないため、政府はSINを本人証明書類として利用することは不適切であるとしている。
2014年3月31日からはプラスチックのカードは発行されず「SIN発行確認書（Confirmation of SIN）」と言う書類が発行されるだけとなった。

## 地域
SINの1桁目は下記の通り登録地域の州を示している。但し過去に政府が他番号に割り振る必要があると判断した場合には、そのように割り振られることがある。
1: ノバスコシア州、ニューブランズウィック州、プリンスエドワードアイランド州、ニューファンドランド・ラブラドール州、オンタリオ州
2–3: ケベック州
4–5: オンタリオ州（北西オンタリオ地方以外）、在外軍属
6: 北西オンタリオ地方、マニトバ州, サスカチュワン州、アルバータ州、ノースウェスト準州、ヌナブト準州
7: ブリティッシュコロンビア州、ユーコン準州、新事業用番号
8: 事業所有者、企業用に使用される事業用番号専用。番号数に限りがある為、新規の事業用番号は7から開始する番号が割り振られている。
9: 一時的居住者
0: カナダ歳入庁の割り振る個人用納税者番号、臨時納税者番号、養子縁組納税者番号